# Le Dixième Homme
Pour plus de détails, voir Fiche technique et Distribution.
Le Dixième Homme (The Tenth Man) est un téléfilm américain réalisé par Jack Gold, sorti en 1988.

## Synopsis
Pendant la Seconde Guerre mondiale, Jean-Louis Chavel, un avocat, est emprisonné par les Allemands. Pour sa survie, il échange ses possessions matérielles avec un prisonnier qui prend sa place sur le peloton d'exécution. Après la guerre, Chavel rentre chez lui, mais la maison est occupée par Thérèse, la sœur du prisonnier mort à sa place. Il lui cache alors son identité.

## Fiche technique
- Titre : Le Dixième Homme
- Titre original : The Tenth Man
- Réalisation : Jack Gold
- Scénario : Lee Langley d'après le roman du même nom de Graham Greene
- Musique : Lee Holdridge
- Photographie : Alan Hume
- Montage : Millie Moore
- Production : William Hill, David A. Rosemont et Michael Stringer
- Société de production : CBS Entertainment Production, Hallmark Hall of Fame Productions et MGM Television
- Pays :  États-Unis
- Genre : Drame
- Durée : 100 minutes
- Première diffusion : 
  - États-Unis : 4 décembre 1988
  - France : novembre 1990

## Distribution
- Anthony Hopkins : Jean-Louis Chavel
- Kristin Scott Thomas : Thérèse Mangeot
- Derek Jacobi : l'imposteur
- Cyril Cusack : le prêtre
- Brenda Bruce : Mme. Mangeot
- Timothy Watson : Michel Mangeot
- Paul Rogers : Breton
- Peter Jonfield : Roche
- Michael Attwell : Krogh
- Jim Carter : Pierre
- John Bennett : Jules

## Distinctions
Le film a été nommé pour trois Golden Globes et a reçu le Primetime Emmy Award du meilleur acteur dans un second rôle dans une mini-série ou un téléfilm pour Derek Jacobi.